# Унзебург
Унзебург (нем. Unseburg) — община в Германии, в земле Саксония-Анхальт. 
Входит в состав района Зальцланд. Подчиняется управлению Эгельнер Мульде.  Население составляет 1274 человека (на 31 декабря 2006 года). Занимает площадь 16,78 км².